# Монастырь Святого Марка (Иерусалим)
Монастырь Святого Марка (сир. ܕܰܝܪܳܐ ܕܡܳܪܝ̱ ܡܰܪܩܽܘܣ ܕܣܽܘܪ̈ܳܝܝܶܐ) — монастырь и церковь, расположенные неподалёку от Виа Долороза в армянском квартале старого города Иерусалима. Монастырь принадлежит сирийской православной общине древнейшего Антиохийского патриархата и является одной из самых древнейших святынь Иерусалима. Согласно надписи VI века (даже если некоторые ученые сомневаются в её подлинности), найденной во время реставрации в 1940 году, церковь находится на том месте, где, по преданию, находился дом Марии, матери апостола Марка (Деян. 12:12) и места Тайной Вечери Христа с его учениками. Большинство других христиан верят, что Тайная вечеря была проведена в сионской горнице на горе Сион.

## История
Ранняя история монастыря практически не прослеживается. История свидетельствует, что это место посещали многие древние паломники с запада, а также с востока, в том числе паломник из Бордо в 333 году н.э., Святой Кирилл Иерусалимский в 348 году н.э. и Святая Сильвия Аквитанская в 385 году н.э..
Известно, что церковь Святого Марка относится к XII в. и построена на месте базилики VII в., впоследствии перестроенной крестоносцами. Члены сирийской яковитской общины бежали в Египет перед приходом в Иерусалим крестоносцев в 1099 г., и их собственность была передана знатному франкскому рыцарю Гоффье. Он был в 1103 г. взят в плен в Египте, и полагали, что в плену он умер. Яковитам отдали их участок, но когда Гоффье вернулся живым в 1137 г., возник неприятный казус. Вмешательство королевы Мелисанды позволило Сирийской церкви удержать за собой собственность. Нынешнее здание монастыря относится к XIX в.
Это центр сирийской православной общины, которая была основана апостолом Петром. В VI веке община подверглась гонениям, и позднее её руководство было восстановлено Иаковом Барадеем; по этой причине они также известны как "яковиты". После того, как Сиро-яковитская православная церковь потеряла многие свои церкви и имущество в святом граде, церковь Святого Марка стала резиденцией архиепископа Иерусалимского. Первым известным епископом, жившим данном монастыре, был Игнатий III в 1471 году. Монастырь несколько раз перестраивался, один раз митрополитом Григорием Шем'Уном в 1718 году и снова Абдель Ахад Бен Фенахом из Мардина в 1719 году, который также позаботился о восстановлении рукописей в знаменитой библиотеке монастыря. В течение следующего столетия монастырь восстанавливался по меньшей мере пять раз, последний раз в 1858 году, после чего он был оставлен нетронутым.
Монастырь Святого Марка перестраивался несколько раз: в VI веке н. э., 1009 году, 1718 году , 1791 году, 1833 году, 1858 году и 1940 году.

## Святыни
В знаменитой библиотеке монастыря существует большая коллекция рукописей, написанных разными отцами христианской церкви, такими как Кирилл Александрийский, патриарх александрийский, который руководил Третьим Вселенским собором, состоявшимся в Эфес е в 431 году нашей эры; Севир Антиохийский, патриарх антиохийский (538 году н.э.); Мор Грегориос бар Ебрайо Мафриан Востока (XIII век); Иоанн Златоуст (IV век); Куриакос из Тагрита, патриарх антиохийский (817 году н.э.); Михаил Сириец, патриарх антиохийский (1199 г. н.э.) и другие.
В церкви хранится древняя икона Пресвятой Богородицы, авторство которой сирийская традиция приписывает самому Святому апостолу Луке. Справа от входа в монастырь находится каменная доска с арамейским текстом V или VI века (в VII веке начертание одной из букв изменились):«Это дом Марии, матери Иоанна, называемого Марком. Провозглашённый храмом святыми апостолами под именем храма Девы Марии, Богоматери, после вознесения Господа нашего Иисуса Христа на небо. Обновлён после разрушения Иерусалима Титом в 73 году нашей эры»73 год н.э..

### Служба
Служба в церкви идет на арамейском языке.

## Галерея

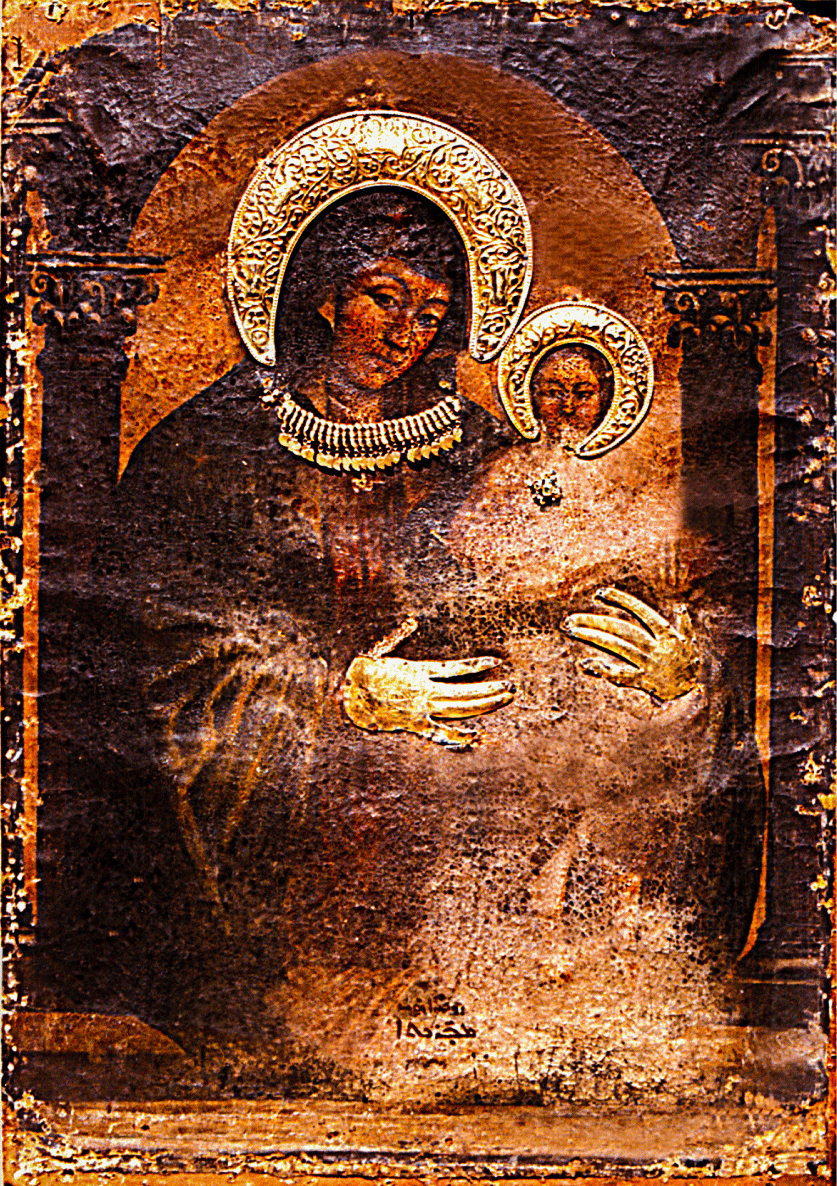
Икона Богородицы, возможно написана Евангелистом Лукой.
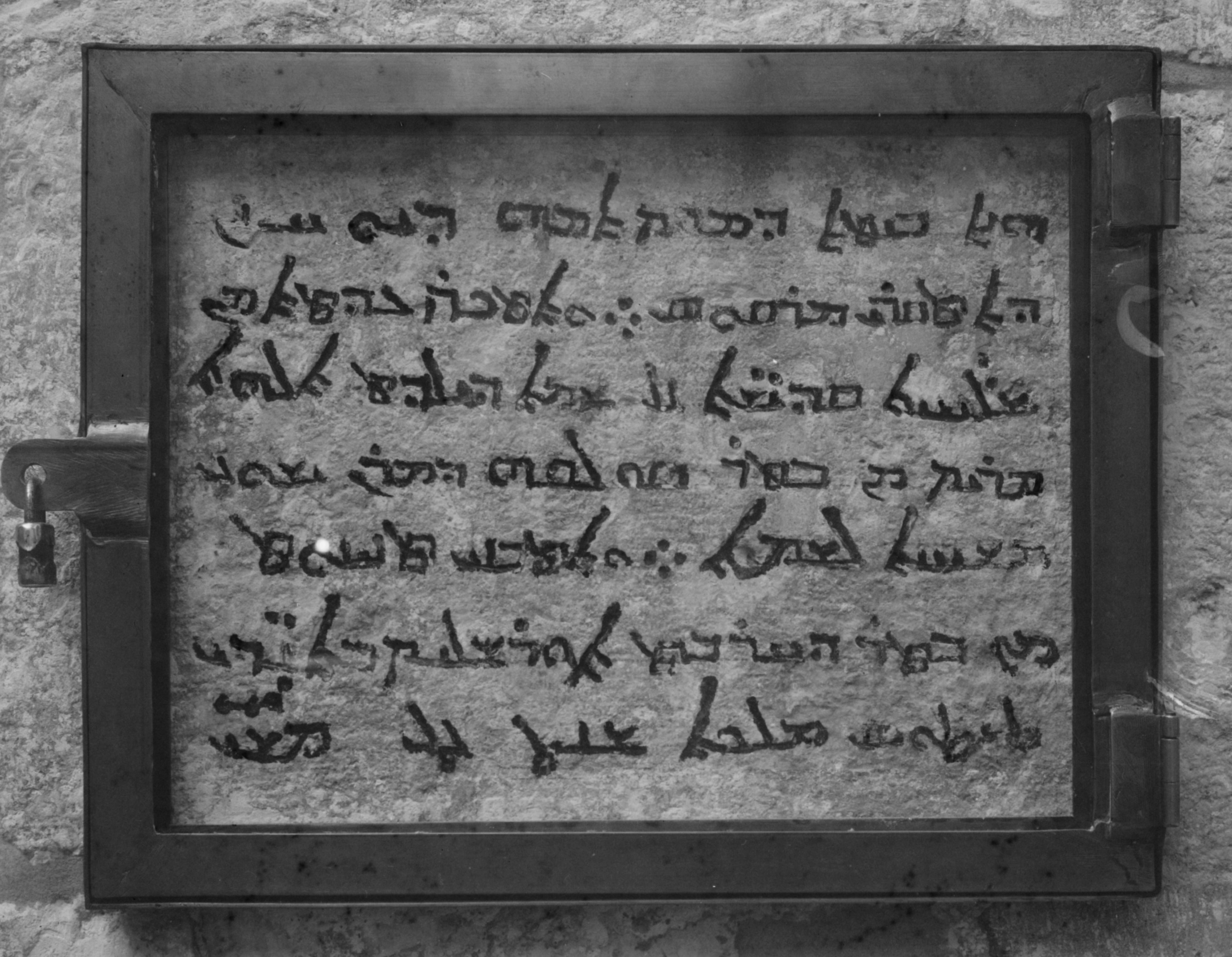
Надпись в церкви
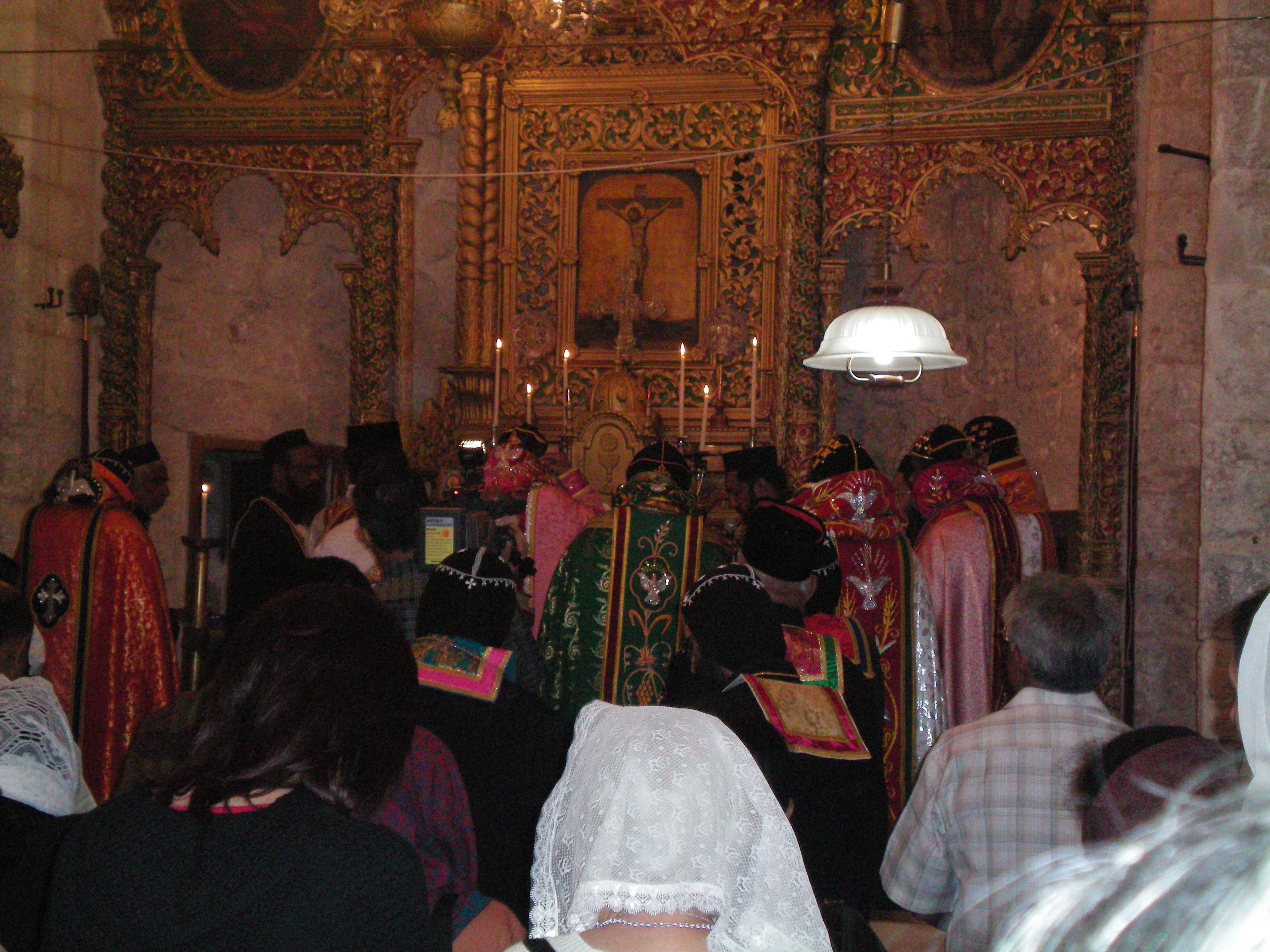
Святая Курбана празднуется конгрегацией Сиро-яковитской православной церкви.